# Orrgo
Orrgo est un personnage de fiction, super-vilain de l'univers de Marvel Comics. Il est apparu pour la première fois dans Strange Tales #90, en 1961.

## Origines
Il y a plusieurs millénaires, une créature extra-dimensionnelle pénétra la paroi le séparant de la réalité et atterrit sur Terre, où il chercha à dominer la civilisation humaine. Il réduisit en esclavage des tribus humaines et se fit adorer comme un dieu. Il fut finalement vaincu et banni par Ulysses Bloodstone.
Vers la fin du XXe siècle, les Headsmen et MODOK invoquèrent Orrgo, grâce à des textes sacrés. L'être fut en fait téléporté dans le présent. Grâce à ses puissants pouvoirs mentaux, il contrôla l'humanité entière, excepté les Défenseurs, immunisés après avoir touché une idole. Les héros réussirent à contrôler le monstre à leur tour et l'obligèrent à réparer tous les dégâts qu'il avait causé. Le Docteur Strange souhaitait bannir de nouveau la créature mais Hellcat brisa la statue, disant que ce serait une violation de libre pensée. Orrgo se libéra et menaça de détruire la planète mais fut convaincu par Hellcat de retourner dans le passé de la Terre, quand les hommes n'existaient pas encore.
On ignore comment mais le SHIELD réussit à invoquer de nouveau Orrgo et le contrôler, faisant de lui une recrue potentielle pour les Howling Commandos, qu'il assista d'ailleurs pour battre Merlin.

## Pouvoirs
- Orrgo est un gigantesque monstre haut de près de 9 mètres, dont la tête se situe sur le torse. En dépit de sa taille et de sa force relative, il n'est pas très résistant.
- Ses mains à trois doigts sont assez solides pour entraver un individu possédant une force surhumaine.
- Sa plus grande force réside dans ses impressionnants pouvoirs mentaux. Il peut en effet prendre le contrôle de toute personne intelligente, à l'échelle d'une planète entière. Orrgo peut aussi émettre de puissantes rafales psioniques, faire léviter des villes entières et créer des volcans en manipulant la matière inorganique de la croûte terrestre.